# Arjo Klamer

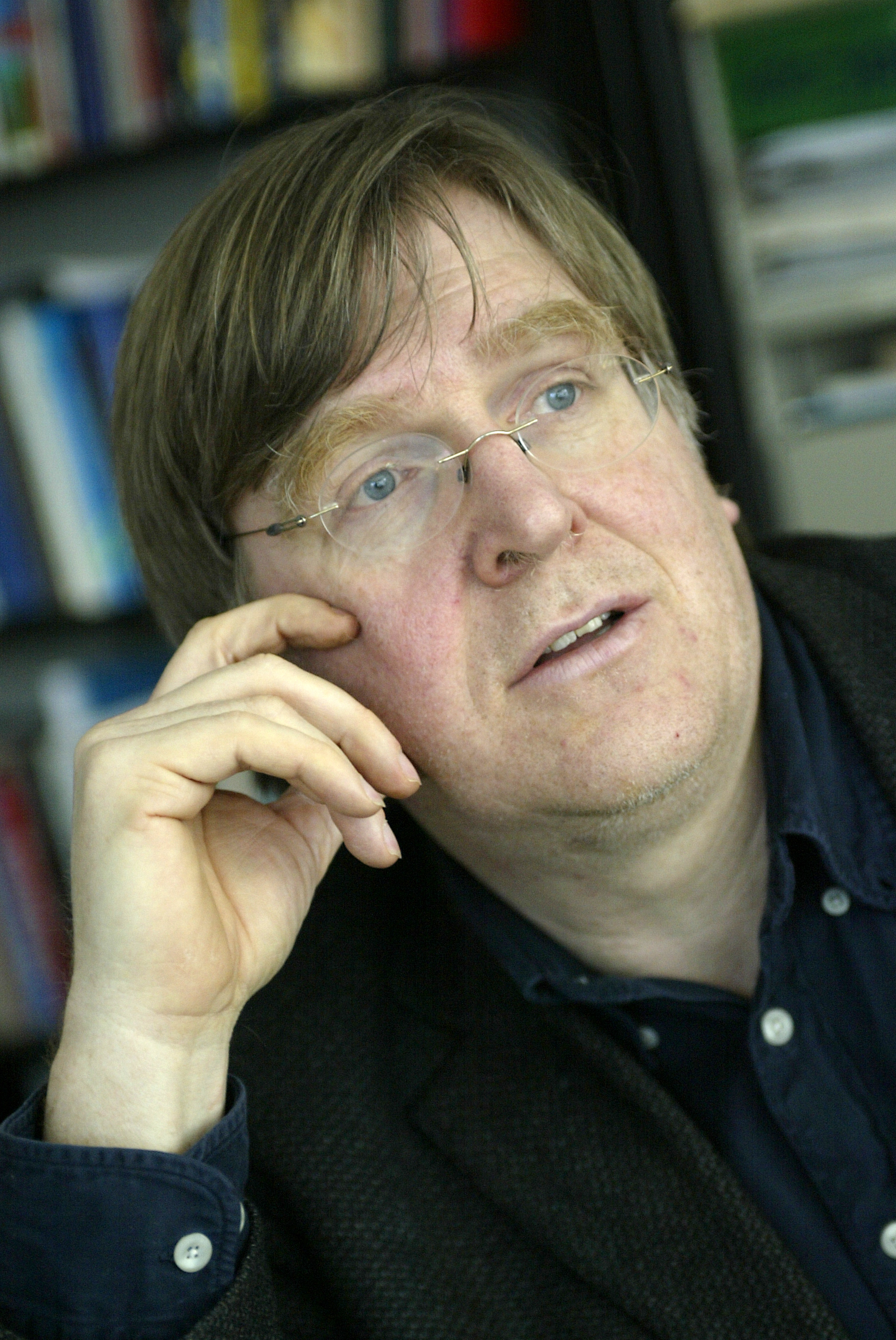
Arjo Klamer (2003)

Arjo Klamer (Eenrum, 31 de julho de 1953) é um professor universitário holandês de economia da arte e da cultura na faculdade de História Erasmus, Cultura e Comunicação da Universidade Erasmus de Roterdão e é atual presidente da ACEI - Associação Internacional de Economia da Cultura. É docente da George Washington University (Estados Unidos), ministrando cursos de Economia.